# Yolixpa
El yolixpa es una bebida mexicana que nace de la fusión de la herbolaria utilizada tradicionalmente por curanderos antiguos de la sierra norte de Puebla y el aguardiente de caña que los europeos introdujeron, vinculada a las culturas nahua y totonaca. Es mayormente reconocida en la población de Cuetzalan y Tlatlauquitepec en Puebla aunque varios de los pueblos serranos cuentan con generaciones de familias que lo elaboran. Su origen es medicinal y en los locales de herbolarios que se encuentra en los mercados se sigue utilizando con este fin, aunque hoy también se utiliza como una bebida digestiva y recreativa.

## Etimología
El yolixpa, en su traducción al castellano, significa «medicina del corazón», por las palabras que provienen del náhuatl: «yolo» (Corazón) e «ixpactic» (medicina).

## Preparación
No existe identificada una cantidad de hierbas para su elaboración ya que los curanderos y familias que lo elaboran utilizan la herbolaria que consideran necesaria para aportar sabor o atributos curativos a su receta. Pueden llegar a tener hasta 32 hierbas o más; entre las que destacan la menta, salvia, tomillo, orégano y yerbabuena. Aunque, en un principio, esta bebida era utilizada para curar enfermedades y poseía un sabor muy amargo, ahora se pueden probar otras variedades endulzadas las cuales se pueden llevar a cabo con miel, piloncillo de panela y azúcar, el Yolixpa tradicional no tiene que contener otro sabor añadido aunque desgraciadamente se algunos productores locales han utilizado  saborizantes e ingredientes diversos por lo que es  necesario que exista un consejo regulador de este licor para preservar  su tradicional elaboración.
El proceso varía de productor en productor pero esencialmente para poder ser llamado Yolixpa es necesario infusionar la herbolaria que se desea en aguardiente de caña o de piloncillo. Para poder ser llamado Yolixpa necesita tener por lo menos una infusión de toronjil, yerba buena, ajenjo o (hierba maestra). 
El aguardiente tiene una vida larga si se conserva en un recipiente hermético ya que como cualquier alcohol, entre mayor sea la filtración de vapor de alcohol más rápidos perderá graduación alcohólica, y los niveles de alcohol del aguardiente bajan hasta llegar al punto que se hace agua.

## Festival
El yolixpa es tan popular en Puebla que, desde agosto de 2014, se ha hecho merecedor de poseer su propio festival. Esta festividad reúne a más de seis mil personas y deja a la población una derrama económica de más de 89 millones de pesos.

## Premios
Yolixpa Teepak, bebida originaria de Cuetzalan del Progreso, Puebla, obtuvo medalla de plata en la edición 2019 de San Francisco World Spirits Competition.